# Lytocaryum
Genre
Classification phylogénétique
Espèces de rang inférieur
- Lytocaryum hoehnei
- Lytocaryum insigne
- Lytocaryum itapebiense
- Lytocaryum weddellianum

Lytocaryum est un genre de plantes de la famille des arécacées (les palmiers) endémique du Brésil, maintenant intégré dans le genre Syagrus . Ces espèces ont été transférées avec les règles  suivantes , :
- Lytocaryum hoehnei (Burret) Toledo[4]  =  Syagrus hoehnei Burret	 (1937).

- Lytocaryum insigne (Drude) Toledo[5]	=  Syagrus insignis (Devansaye) Becc. (1916).

- Lytocaryum itapebiense Noblick & Lorenzi[6]		=  Syagrus itapebiensis (Noblick & Lorenzi) Noblick & Meerow	(2015).

- Lytocaryum weddellianum (H.Wendl.) Toledo[7]	=  Syagrus weddelliana (H.Wendl.) Becc. 		(1916).

## Classification
- Famille des Arecaceae
  - Sous-famille des Arecoideae
    - Tribu des Cocoseae
      - Sous-tribu des Attaleinae

## Modification
- * Le genre Lytocaryum a été transféré dans le genre Syagrus [1]

Les espèces de ce genre sont donc maintenant respectivement :
- Syagrus hoehnei  Burret, Notizbl.         (Syn. L.hoehnei)
- Syagrus insignis  (Devansaye)              (Syn. L. insigne)
- Syagrus itapebiensis  (Noblick & Lorenzi)     (Syn. L. itapebiense)
- Syagrus weddelliana  (H.Wendl.) Becc         (Syn. L. weddellianum) [8].